# Roberto D'Orazio
Roberto D'Orazio (Havré, 1954 of 1955) is een Italiaans-Belgisch socialistisch syndicalist en politicus. Hij werd bekend in 1996 toen hij als hoofdafgevaardigde van het Algemeen Belgisch Vakverbond (FGTB) op vurige wijze de belangen van de werknemers verdedigde in de strijd voor het behoud van tewerkstelling bij het faillissement van staalfabriek Forges de Clabecq.

## Biografie
D'Orazio is van bescheiden Italiaanse afkomst. Zijn ouders emigreerden vanuit de Abruzzen naar België waar zijn vader werk vond in de mijnbouw in de omgeving van Bergen.
Roberto was elektricien van opleiding, begon te werken in de horeca en ging vervolgens aan de slag in een kleine fabriek waar houtverwerkingsmachines vervaardigd werden. In 1979 startte D'Orazio bij Forges de Clabecq te Klabbeek, een deelgemeente van Tubeke, waar hij aan de slag ging als machinebediener. Hij ging er al vlug in de vakbondswerking van het bedrijf en werd na verloop van tijd de hoofdafgevaardigde van de socialistische vakbond FGTB waar de meerderheid van de gesyndikeerden van het bedrijf bij aangesloten was.

## D'Orazio als syndicalist
In december 1996 ging Forges de Clabecq failliet. De Waalse regering wilde nog een lening toestaan om het faillissement te vermijden, maar vanuit de Europese Commissie (Karel Van Miert) werden hiertegen bezwaren geuit. D'Orazio wierp zich na het faillissement op als de onbetwiste leider en verdediger van de belangen van de 1800 arbeiders die in het faillissement betrokken waren. Deze strijd leidde tot een Mars voor Werk op 2 februari 1997 wanneer 70.000 mensen deelnamen aan de nationale betoging in Tubeke na de oproep van Roberto D'Orazio en de syndicale delegaties van het failliete bedrijf.
Enerzijds werd D'Orazio op handen gedragen, anderzijds werd hij beschouwd als een controversieel figuur. Alain Zenner, curator van het failliete bedrijf, kreeg enkele rake klappen van werknemers omdat hij weigerde hun laatste loon uit te betalen, wat in enkele gevallen zorgde voor deurwaardersbezoeken en financiële problemen. Hoewel Roberto D'Orazio niets te maken had met deze daad (hij brengt er wel openlijk begrip voor op), werd hij er in de pers mee geïdentificeerd.
Eind maart 1997 blokkeerden de werknemers de E19 (Brussel-Parijs), ter hoogte van Woutersbrakel, op enkele kilometers van de fabriek. Ze protesteerden tegen het afwijzen van hun eisen. De actie liep uit op een confrontatie met de rijkswacht. Ondanks een formele toelating werd de arbeiders de toegang tot de autosnelweg belet. Na een charge van de rijkswacht gebruikten de arbeiders hun bulldozers om de weg vrij te maken. Na de uitzending op televisie van deze actie, die werd gefilmd vanuit helikopters, kwam de polemiek rond de strijd rond Forges de Clabecq weer op gang.
Onder druk van werkgevers en politici besloot de ABVV-leiding na deze incidenten de syndicale werking van Forges de Clabecq buitenspel te zetten. Op aansturen van de nationale vakbondstop keurden de arbeiders daarna een overname van het failliete bedrijf door Duferco goed waarbij de voorwaarden voor de werknemers beduidend minder goed waren.
D'Orazio en een aantal andere afgevaardigden konden niet meer aan de slag bij de overnemende firma en werden eveneens uit de vakbond gezet.
In het kader van het artikel 66§4 uit het Belgisch strafwetboek, dat het voor het Belgische gerecht mogelijk maakt om syndicale leiders te vervolgen, werden Roberto D'Orazio en 12 andere vakbondsmilitanten mee verantwoordelijk gesteld voor de incidenten. Uiteindelijk werden ze hiervan vrijgesproken door het Hof van beroep.

## D'Orazio als politicus
In 1999 nam Roberto D'Orazio deel aan de Europese verkiezingen met de lijst Debout. Deze haalde 2% van de stemmen (46.089 stemmen) in Wallonië; in Henegouwen zelfs 3%. Verschillende klein-linkse groepen steunden deze lijst.
Bij de verkiezingen van juni 2007 steunt Roberto D'Orazio het Comité voor een Andere Politiek van Jef Sleeckx.
In 2024 steunt D'Orazio de Mouvement Réformateur via zijn zoon Samuel die gemeenteraadslid is voor de MR.